# 斯诺克英格兰公开赛
司諾克英格蘭公開賽（英語：English Open）是一項職業斯诺克排名賽。該賽事以史蒂夫·戴维斯的名字命名。

## 歷史
首屆比賽舉辦於2016年，由中国斯诺克选手梁文博奪冠。

## 歷屆冠軍
| 年份 | 冠军                      | 亚军                    | 比分 | 地点         | 赛季    |
| ---- | ------------------------- | ----------------------- | ---- | ------------ | ------- |
| 2016 | 梁文博（中国）            | 賈德·川普（英格兰）     | 9–6  | 曼彻斯特     | 2016–17 |
| 2017 | 罗尼·奥沙利文（英格兰）   | 凯伦·威尔逊（英格兰）   | 9–2  | 巴恩斯利     | 2017–18 |
| 2018 | 斯图亚特·宾汉姆（英格兰） | 马克·戴维斯（英格兰）   | 9–7  | 克勞利       | 2018–19 |
| 2019 | 馬克·塞爾比（英格兰）     | 大衛·吉爾伯特（英格兰） | 9–1  | 克勞利       | 2019–20 |
| 2020 | 賈德·川普（英格兰）       | 尼爾·羅伯森（澳大利亚） | 9–8  | 米爾頓凱恩斯 | 2020–21 |
| 2021 | 尼爾·羅伯森（澳大利亚）   | 約翰·希金斯（蘇格蘭）   | 9–8  | 米爾頓凱恩斯 | 2021–22 |
| 2022 | 馬克·塞爾比（英格兰）     | 路卡·布里塞爾（比利时） | 9–6  | 布倫特伍德   | 2022–23 |
| 2023 | 賈德·川普（英格兰）       | 張安達（中国）          | 9–7  | 布倫特伍德   | 2023–24 |
| 2024 | 尼爾·羅伯森（澳大利亚）   | 吴宜泽（中国）          | 9–7  | 布倫特伍德   | 2024–25 |